# آینا کلر
آینا کلر (انگلیسی: Ina Claire؛ ۱۵ اکتبر ۱۸۹۳ – ۲۱ فوریهٔ ۱۹۸۵) یک هنرپیشه اهل ایالات متحده آمریکا بود.
از فیلم‌ها یا برنامه‌های تلویزیونی که وی در آن نقش داشته است می‌توان به نینوتچکا، عروسک خیمه شب بازی تاج و تخت، این زن را به چنگ می‌آورم و خانواده سلطنتی برادوی اشاره کرد.